# Mirjana Spoljaric Egger
Mirjana Spoljaric Egger   (Ludbreg, 1971) és una diplomàtica suïssa i croata, presidenta del Comitè Internacional de la Creu Roja des d'octubre del 2022.

## Formació
Va estudiar Filosofia, Economia i Dret Internacional a la Universitat de Basilea i a la Universitat de Ginebra. Va complementar aquests estudis amb un màster. Més tard, va treballar com a ajudant de recerca a la Facultat de Dret de la Universitat de Basilea.

## Carrera

### Govern suís
El 2000, es va incorporar al Govern de Suïssa, concretament al Departament Federal d'Afers Exteriors. Hi va ocupar diversos càrrecs, alguns dels quals estant-se a Berna i Nova York. Del 2004 al 2006, va fer classes sobre governança mundial al Departament de Sociologia de la Universitat de Lucerna.

### Nacions Unides
Del 2010 al 2012, va ser destinada a Amman com a assessora principal del Comissari General de l'ONU per a l'Agència de les Nacions Unides per als Refugiats de Palestina al Pròxim Orient.
Des del 2012, va ser ambaixadora de Suïssa a les Nacions Unides i cap de la Divisió de Nacions Unides i Organitzacions Internacionals. Ha representat Suïssa a les negociacions sobre les reformes i el pressupost de l'ONU, com també al Consell de Seguretat, a l'Assemblea General, al Consell Econòmic i Social, a la Comissió de Consolidació de la Pau, al Consell de Drets Humans i a l'Oficina contra la Droga i el Delicte.
A partir de l'agost del 2018, va exercir com a Secretària General Adjunta de les Nacions Unides, Administradora Adjunta del Programa de les Nacions Unides per al Desenvolupament i Directora de l'Oficina Regional per a Europa i la CEI. Va ser succeïda en tots tres casos per la compatriota croata Ivana Živković el setembre del 2022.

### Comitè Internacional de la Creu Roja
El novembre del 2021, l'Assemblea del Comitè Internacional de la Creu Roja va triar Spoljaric Egger com a presidenta, en substitució de Peter Maurer. L'assumpció del càrrec va efectuar-se el 1r d'octubre del 2022. És la primera dona a accedir-hi.

## Vida personal
És casada i mare de dos fills. El seu marit treballa al servei consular del Departament Federal d'Afers Exteriors.